# Airds House

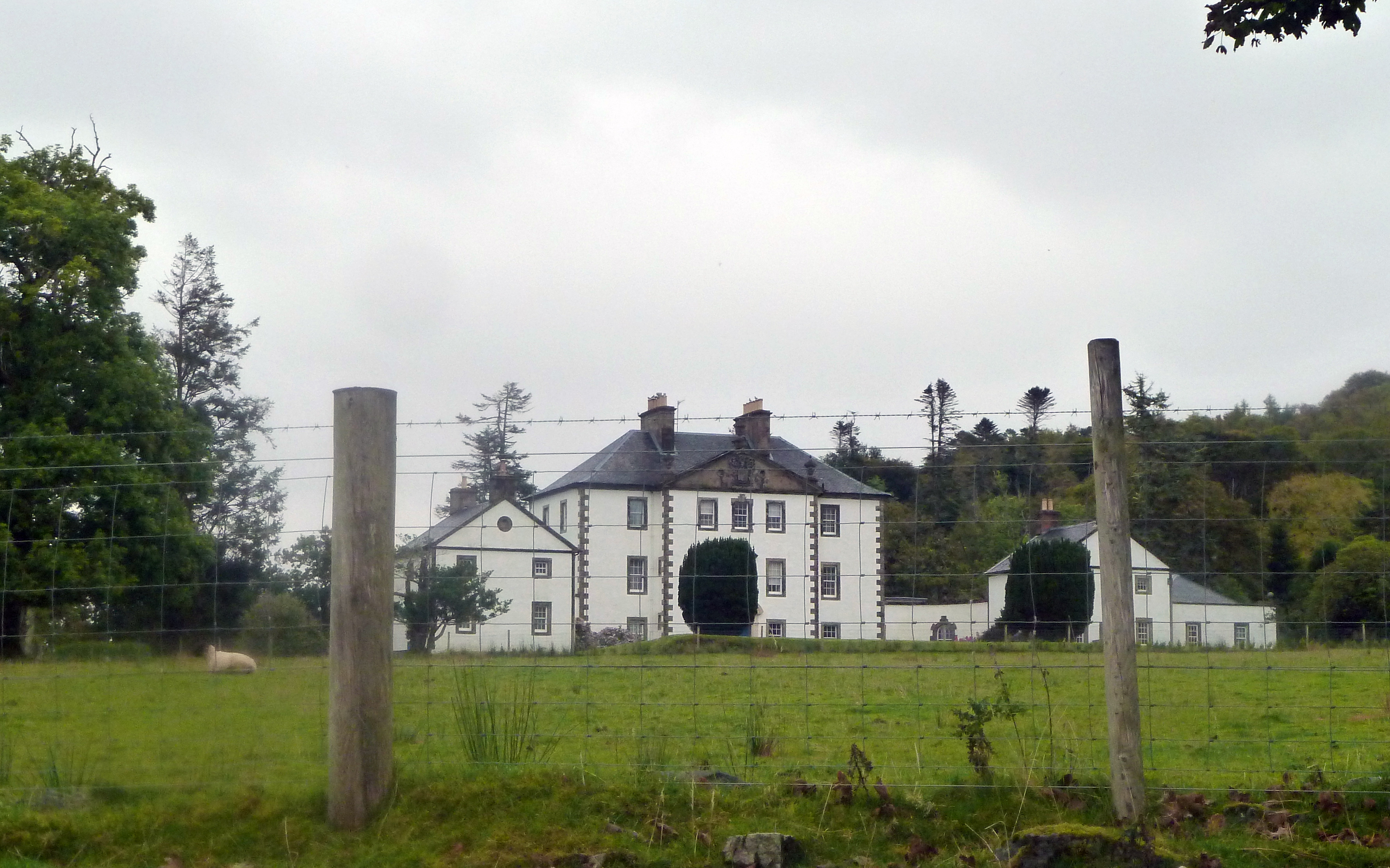
Airds House

Airds House ist ein Herrenhaus in der schottischen Ortschaft Port Appin in der Council Area. Es liegt wenige hundert Meter südöstlich der Ortsgrenze in Küstennähe, nahe dem Abzweig von Loch Creran aus dem Lynn of Lorne. 1971 wurde das Airds House in die schottischen Denkmallisten in die höchste Kategorie A aufgenommen.

## Geschichte
Airds House wurde im Jahre 1738, und somit nur wenige Jahre vor den Jakobitenaufständen im Jahre 1745, in welche der Clan Campbell verstrickt war, für Donald Campbell, 5. of Airds gebaut. Das Gebäude stellte bis um das Jahr 1840 den Hauptsitz der Campbells of Airds dar und gelangte schließlich um 1850 in den Besitz des Clans McFie. Zu dieser Zeit wurden an der Rückseite und insbesondere an der Südostseite Anbauten hinzugefügt. Dort befinden sich Billard- und Waffenraum.

## Beschreibung
Der zentrale Haupttrakt von Airds House ist dreistöckig gebaut. Über die Frontseite verlaufen Fenster in fünf Achsen, wobei die drei zentralen Fensterspalten auf dem vorspringenden Eingangsbereich platziert sind. Dessen Kanten sind durch Ecksteine aus Sandstein abgesetzt. Die zentrale Eingangstür ist durch einen schlichten Segmentbogen bekrönt. Der Gebäudeteil schließt mit einem verzierten Dreiecksgiebel ab. In diesem ist das Clanwappen eingelassen, flankiert von zwei blinden Ochsenaugen. Die Fassaden sind in der traditionellen Harling-Technik verputzt. Der Gebäudetrakt schließt mit einem schiefergedeckten Walmdach ab. Von der Rückseite gehen beidseitig abgerundete Gänge ab, die zu den beiden symmetrisch angeordneten Nebengebäude führen. Diese identischen, zweistöckigen Gebäude sind schlicht gehalten. Die Gebäudekanten sind ebenfalls mit Ecksteinen verziert und ein einfacher Dreiecksgiebel mit blindem Ochsenauge verziert die Fläche unterhalb des Satteldaches.